# Gutenberg-Bund
Der Gutenberg-Bund war eine deutsche christliche Gewerkschaft im graphischen Gewerbe. 

## Geschichte
Der Bund entstand im Jahr 1893 aus Enttäuschung über den Verlauf des verlorenen Streiks im Druckgewerbe 1891/1892 („Neunstundenkampf“). Der Streik ruinierte vollständig die Unterstützungskassen des freigewerkschaftlichen Druckerverbandes, der bislang zur reichsten Gewerkschaft Deutschlands zählte. Als Folge des Streiks zerbrach die reichsweite Tarifgemeinschaft zwischen Arbeitgeberseite (Prinzipale) und den gewerkschaftlich organisierten Buchdruckern. Am 3. und 4. September 1893 trafen sich auf einem „Nichtverbändler-Tag“ oppositionelle Drucker und Schriftsetzer, um den Gutenberg-Bund aus der Taufe zu heben. Die lokalen Schwerpunkte der Organisation lagen in Berlin, Brandenburg und Schlesien.
Die Mitglieder entstammten dem bürgerlich-liberalen Milieu und lehnten sozialistische Transformationsvorstellungen ab. Sie warfen dem freigewerkschaftlichen Verband der Deutschen Buchdrucker vor, den bislang beschrittenen Kurs parteipolitischer Neutralität aufgegeben und sich zu eng mit der deutschen Sozialdemokratie verbündet zu haben. Als Verbandsorgan fungierte Der Typograph, der 1892 von Stuttgarter „Verbandsgegnern“ gegründet wurde.  
Der Aufbau eigener Unterstützungskassen stand im Mittelpunkt des Gründungskongresses. Ein Neutralitätspassus im Statut sollte indes verhindern, dass die Kassen zu Streikzwecken missbraucht werden. Damit hatte der Gutenberg-Bund zunächst nicht den Charakter einer Gewerkschaft, sondern kann nur als Unterstützungsverein angesehen werden. Hauptforderung war die Wiederherstellung der alten Tarifgemeinschaft. Mitglieder konnten nur gelernte Drucker werden. 
1896 kehrten der freigewerkschaftliche Verband der deutschen Buchdrucker und die Arbeitgeberseite zum System des flächendeckenden Tarifvertrages zurück, ohne dass es dem Gutenberg-Bund erlaubt wurde, in den paritätisch besetzten ordnungspolitischen Instanzen (Tarifausschuss, Tarifamt, Tarifgerichte etc.) mitzuwirken. Die Tarifverhandlungen im Druckgewerbe 1901 und 1907 verschlechterten die Rahmenbedingungen zusätzlich. Ab 1907 sollten z. B. tariftreue Druckereien nur noch Mitglieder des Verbandes deutscher Buchdrucker beschäftigen. Der Gutenberg-Bund verlor an Mitgliedern und Einfluss. Im Verband mehrten sich Stimmen, sich einer „richtigen“ Gewerkschaft anzuschließen. Nach einer Urabstimmung unter den Mitgliedern schloss sich Bund dem Gesamtverband der christlichen Gewerkschaften an. Damit verlagerte sich der Schwerpunkt der Organisation in das rheinisch-westfälische Industriegebiet.
Erst der Weltkrieg brachte dem Gutenberg-Bund die vollständige gewerkschaftliche Anerkennung. Seit Herbst 1917 arbeiteten die sozialistischen/sozialdemokratischen und die christlichen Gewerkschaften im „Volksbund für Freiheit und Vaterland“ zusammen. Danach wurde der Gutenberg-Bund als gleichberechtigtes Mitglied im Tarifausschuss und Tarifamt akzeptiert, nachdem bereits vor Kriegsausbruch die Absperrung des christlichen Verbandes gelockert worden war. Der Typograph fungierte als zweites offizielles Sprachrohr der Tarifpartner.
Während der Weimarer Republik näherten sich die kleine christliche und die große freigewerkschaftliche Organisation weiter an und arbeiteten in tarifpolitischen Fragen eng zusammen. Vereinigungsangebote lehnte der Gutenberg-Bund allerdings mit dem Hinweis ab, der von den freien Gewerkschaften vertretene Klassenkampf sei mit dem Christentum unvereinbar.

## Mitgliederzahlen
- 1894:    1.240 Mitglieder
- 1900:    3.152 Mitglieder
- 1913:    3.440 Mitglieder
- 1930:    4.200 Mitglieder

Die Mitgliederzahlen belegen: Nur in seiner Gründungsphase war der Gutenberg-Bund eine Gefahr für den freigewerkschaftlichen Verband. Als 1896 der Verband der deutschen Buchdrucker zum „Neutralitätskurs“ und zum Flächentarifvertrag zurückkehrte, den er als deutsche freigewerkschaftliche Organisation exklusiv pflegte, brauchte er mit seinen Mitgliederzahlen (1930: 90.389 Mitglieder) keine abgespaltene Gewerkschaft zu fürchten. Der Gutenberg-Bund konnte nur 5 % der im Beruf Beschäftigten organisieren und hatte nur im katholischen Milieu einige Hochburgen.

## Vorsitzende
- 1893–1897: Rudolph Hermann
- 1897–1898: Carl Albregh
- 1898–1911: Carl Illig
- 1911–1933: Paul Thränert

Der Gutenberg-Bund wurde nach der nationalsozialistischen Machtergreifung verboten. Einige seiner Mitglieder – wie der Berliner Senator Eduard Bernoth – spielten nach 1945 bei der Neugründung der CDU und der Etablierung einer deutschen Einheitsgewerkschaft im Westen Deutschlands eine herausragende Rolle.